# Agatogbo

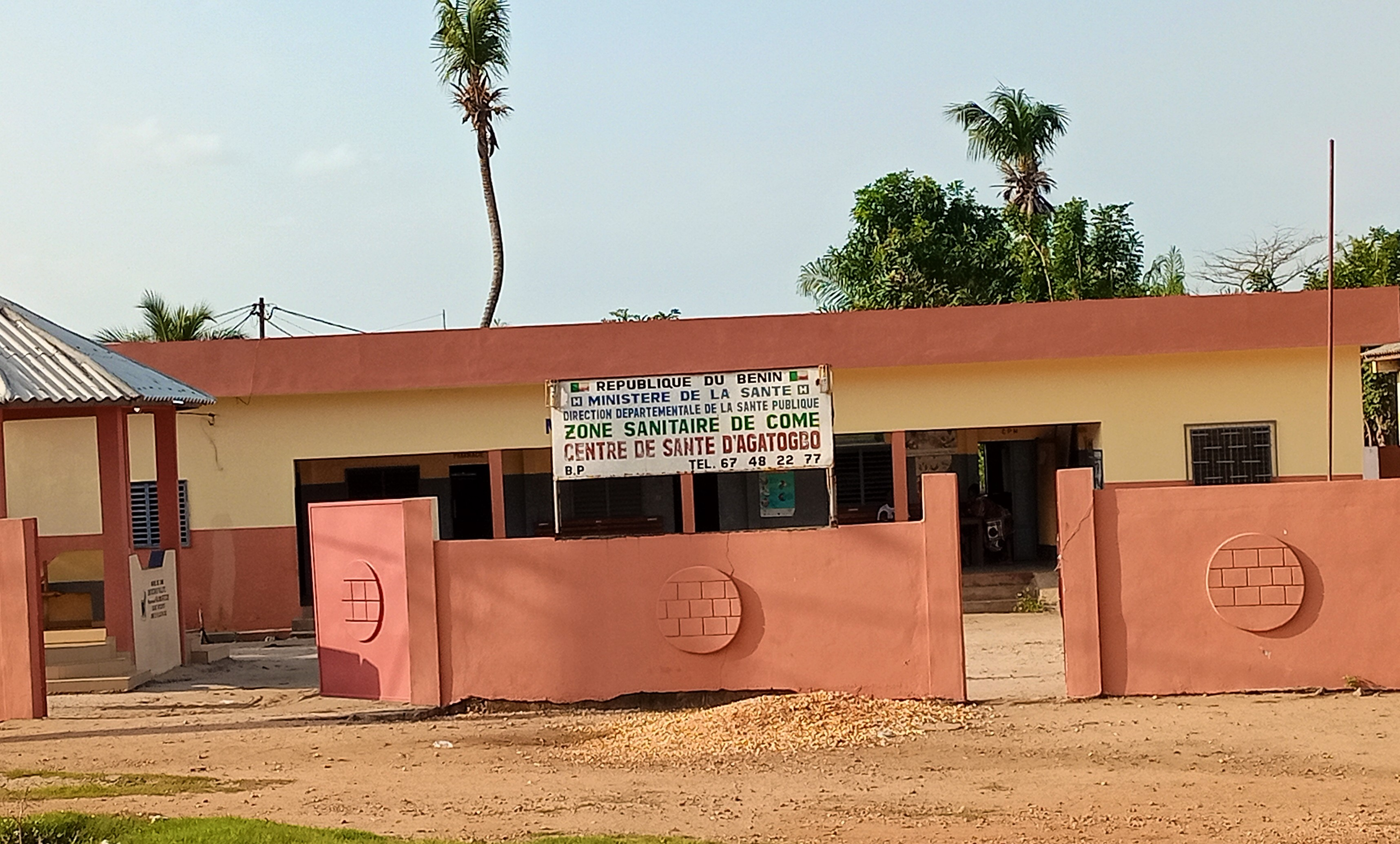
Gesundheitszentrum Agatogbo (2021)

Agatogbo ist ein Arrondissement im Departement Mono im westafrikanischen Staat Benin. Es ist eine Verwaltungseinheit, die der Gerichtsbarkeit der Kommune Comé untersteht.

## Demografie und Verwaltung
Gemäß der Volkszählung 2013 des beninischen Statistikamtes INSAE hatte das Arrondissement 13.126 Einwohner, davon waren 6347 männlich und 6779 weiblich.
Von den 51 Dörfern und Quartieren der Kommune Comé entfallen zwölf auf Agatogbo:
1. Agatogbo
2. Ahouandjigo Codji
3. Cocoucodji
4. Dohi
5. Gonguêgbo
6. Gonguêkpè
7. Guézin Ahouandjigo
8. Guézin Donhuinou
9. Guézin Gbadou
10. Guézin Zinkpanou
11. Kpétou
12. Kpétou-Gahouê